# Бити Џон Малкович
Бити Џон Малкович (енгл. Being John Malkovich) америчка је комедија са елементима фантазије из 1999. коју је режирао Спајк Џоунз по сценарију Чарлија Кауфмана.
Радња прати луткара Крејга Шварца који открива портал који води у ум познатог холивудског глумца Џона Малковича. Главне улоге тумаче Џон Кјузак, Камерон Дијаз, Кетрин Кинер и Малкович који игра измишљену верзију самог себе. Филм је наишао на изузетно позитивне реакције критичара и био је номинован за бројна престижна признања укључујући три Оскара (најбоља глумица у споредној улози, најбољи режисер и најбољи оригинални сценарио), четири Златна глобуса, три Награде Удружења глумаца и три БАФТЕ (од којих је освојио једну - за најбољи оригинални сценарио).

## Радња
Глумац-луткар Крег Шварц (Џон Кјузак) не може да прехрани породицу својом уметношћу и приморан је да се запосли. Његова супруга Лоти (Камерон Дијаз) не дели његову страст према луткарском позоришту, не дели ни њену страст према животињама, које су једноставно испуниле њихов ионако мали стан.
Крејгово ново радно место је веома чудно, налази се на 7½ спрату и тамо не можете да стојите усправно. Али иза једног од ормарића налазе се мала врата која воде не било где, већ директно у тело познатог глумца Џона Малковича. Крег и његова предузимљива колегиница Максин (Кетрин Кинер) организују предузеће: за само 200 долара свако може да буде у телу самог Малковича 15 минута. Али Крег се заљубљује у бистру и независну Максин, толико за разлику од своје жене, и она не обраћа пажњу на њега.
Испоставило се да се и Лоти заљубљује у Максин, а она узвраћа, али само под условом да је Лоти у Малковичевом телу, јер је Максин заинтересована за Џона Малковича, посебно ако је неко други у њему тренутно. Крег не може да издржи, закључава своју жену у кавез са шимпанзом и током следећег сусрета Максин и Џона Малковича заузима место у овом другом.
Овде сам Малкович више не може да устане, коме је досадило да се осећа као марионета. Он сам улази на мистериозна врата и налази се на потпуно незамисливом месту испуњеном гомилом Џона Малковича. Поред тога, постоји група веома старијих људи, коју предводи шеф Крејг (Орсон Бин), који намеравају да живе заувек тако што ће се поново уселити у тело Џона Малковича.

## Улоге
| Глумац         | Улога        |
| -------------- | ------------ |
| Џон Кјузак     | Крејг Шварц  |
| Камерон Дијаз  | Лоти Шварц   |
| Кетрин Кинер   | Максин Линд  |
| Џон Малкович   | Џон Малкович |
| Орсон Бин      | др Лестер    |
| Мери Кеј Плејс | Флорис       |
| Чарли Шин      | Чарли Шин    |